# Короще
Короще (словен. Korošče) — поселення в общині Церкниця, Регіон Нотрансько-крашка, Словенія. Висота над рівнем моря: 827,4 м.